# 2770 Tsvet
2770 Tsvet (1977 SM1) là một tiểu hành tinh vành đai chính được phát hiện ngày 19 tháng 9 năm 1977 bởi N. Chernykh ở Nauchnyj.